# HTC Incredible S
HTC Incredible S («Невероятный») — логическое продолжение предыдущей модели Droid Incredible и имиджевый флагман компании HTC. Увеличены дисплей, ёмкость батареи, объём оперативной памяти, слегка обновлён дизайн. Графический чип заменён на более новый (с Adreno 200 до Adreno 205), процессор Qualcomm такой же тактовой частоты, но теперь на новой архитектуре. Тип дисплея — Super LCD. По производительности можно сравнивать с HTC Desire HD (который был андроид-флагманом компании до выхода HTC Sensation). Материалы корпуса: задняя сторона аппарата — софт-тач пластик, лицевая сторона — противоударное стекло в металлической рамке, покрашенной в цвет корпуса.
Вначале аппараты продавались с установленной Android 2.2 (Froyo) и оболочкой HTC Sense. Присутствуют все обычные для коммуникаторов HTC датчики — освещения, приближения, ориентации, магнитного поля, движения, акселерометр. За навигацию отвечает чип gpsOne платформы Qualcomm с поддержкой A-GPS.
Телефон тесно интегрируется с сервисами Google, HTC.
Мощности телефона хватает для просмотра неконвертированного видео Full HD, просмотра флэш-видео и флэш-приложений, сложных трёхмерных игр.
В феврале 2012 года компания HTC заявила, что Incredible S получит обновление программного обеспечения до версии Android 4.0 Ice Cream Sandwich; 2 июля было получено обновление до Android 4.0 ICS и Sense 3.6.
По сей день под данный аппарат портируются прошивки с HTC One X и HTC One X+ с полным функционалом sense 4.0/4.1/4+.

## Прочее
В сериале «Шерлок» главный злодей Мориарти пользовался HTC Incredible S.